# Атеней молодёжи
Атеней молодёжи (позднее «Мексиканский Атеней») — объединение молодых мексиканских интеллектуалов, образованное в 1908 году. 
Возникнув под влиянием идей занимавшего в то время пост министра просвещения писателя Хусто Сьерра, Атеней противопоставлял свою философию идеологии позитивизма, которая была популярна во властных кругах времён Порфириата (включая самого Сьерру, входившего в группу сьентификос). Члены этого кружка придерживались философии интуитивизма, иррационализма и тому подобных идеалистических учений.
Среди участников Атенея особенно выделялся писатель Альфонсо Рейес. В этот кружок также входили Анхель Саррага, Антонио Касо, Хосе Васконселос, Педро Энрикес Уренья, Мартин Луис Гусман, Энрике Гонсалес Мартинес, Хулио Торри и др.
Деятельность Атенея пришлась в основном на дореволюционный период, кроме того, его организаторы были довольно далеки от социальных задач Мексиканской революции, однако их искания стали первым ударом по изжившим себя культурным стереотипам Порфириата. Одним из объектов критики Атенея стала поэзия мексиканского модернизма, сыгравшего важную роль в обновлении метрической системы, но выродившегося к началу XX века в вычурный формализм.